# 심야식당 (2015년 드라마)
《심야식당》은 2015년 7월 4일부터 2015년 9월 5일까지 SBS에서 방영된 심야드라마이다.

## 줄거리
밤 12시부터 아침 7시까지 문을 여는 독특한 식당과 이곳을 찾는 손님들의 보편적이고도 특별한 이야기를 그리는 드라마.

## 등장 인물

### 주요 인물
- 김승우 : 마스터 역
- 최재성 : 류 역
- 남태현 : 민우 역
- 정한헌 : 김씨 역
- 주원성 : 돌팔이 역
- 박준면 : 뚱녀 역
- 반민정 : 잔치국수 역
- 손화령 : 열무국수 역
- 장희정 : 비빔국수 역
- 강서연 : 체리 역
- 손상경 : 덩치 역

### 그 외
- 박용 : 호프집 사장 역
- 전헌태 : 대리기사 역
- 차두리 : 유정 역
- 신우철 : 나호민 역
- 김기무 : 기자 역
- 임호경 : 후배 역
- 강지우 : 샛별 역
- 최은경 : 샛별 모 역
- 황인우 : 사회자 역
- 이서준 : MC 역
- 공민규 : 술취한 남자 역
- 김지희 : 민정 역
- 이우진 : 민정 남편 역
- 윤만달 : 돼지갈비김치찜 남자 1 역
- 박원호 : 돼지갈비김치찜 남자 2 역
- 김충길 : 돼지갈비김치찜 남자 3 역
- 방정식 : 혜리 부 역
- 김선화 : 혜리 모 역
- 장혁진 : 대리기사 역
- 오희준 : 남자직원 1 역
- 이원진 : 남자직원 2 역
- 이태경 : 여자직원 역
- 안상우 : 사진작가 역
- 권남희 : 숙희 역
- 김태영 : 지배인 역
- 맹봉학 : 관장 역
- 이충섭 : 상대관장 역
- 윤종혁, 양세일, 황호진 : 상대선수 역
- 박하 : 라운드걸 역
- 심규 : 실장 역
- 박지나 : 카페녀 역
- 김봉수 : 할아버지 역
- 주부진 : 할머니 역
- 최선자 : 송필의 어머니 역
- 김예은 : 송필의 여동생 역
- 이동국 : 에로남배우 역
- 김수희 : 에로여배우 역
- 김지은 : 승연 역
- 성병숙 : 지영의 어머니 역
- 조장연 : 남자 1 역
- 박성현 : 남자 2 역
- 강이석 : 고교 류 역
- 정수환 : 고교 철민 역
- 이윤정 : 고교 연정 역
- 김현보 : 기타남 역
- 이준우 : 철민아들 역
- 장근철 : 불량남 1 역
- 이군욱 : 불량남 2 역
- 이영훈 : 장조림밴드 기타 김지혁 역
- 조윤정 : 장조림밴드 바이올린 역
- 백선열 : 장조림밴드 타악기 퍼커션 역
- 차지훈 : 서이사 역
- 금단비 : 여자팬 역
- 김준호 : 손님 1 역
- 장해송 : 손님 2 역
- 신호림 : 택배맨 역

### 특별출연
- 심혜진 : 정은수 역
- 강두 : 재희 역
- 지진희 : 영식 역
- 독고영재 : 노신사 역
- 오지호 : 성균 역
- 남지현 : 혜리 역
- 이영하 : 노악사 역
- 이영범 : 음식평론가 역
- 조동혁 : 용룡 역
- 강예솔 : 미영 역
- 한보배 : 지희 역
- 조재윤 : 광조 역
- 홍원빈 : 성필 역
- 배정남 : 최승빈 역
- 서우 : 효진 역
- 김정훈 : 현성 역
- 전소민 : 혜진 역
- 김정태 : 송필 역
- 박정표 : 병규 역
- 남보라 : 김지영 역
- 남규리 : 민경 역
- 이시언 : 태수 역
- 이기우 : 피자가게 사장 역
- 최종훈 : 동수 역
- 안재욱 : 동수직장상사 역
- 김뢰하 : 철민 역
- 이연수 : 연정 역
- 윤하 : 장다영 역
- 제이 : 조진성 역
- 백봉기 : 명백 역
- 홍석천 : 게이마담 역

## 시청률
최저 시청률과 최고 시청률은 시청률 조사회사와 지역별로 시청률에 차이가 있을 수 있습니다.
| 2015년 | 2015년   | 2015년                     | 2015년         | 2015년         | 2015년 |
| 회차   | 방송일   | 부제                       | TNmS 시청률    | AGB 시청률     |        |
| 회차   | 방송일   | 부제                       | 대한민국(전국) | 대한민국(전국) |        |
| ------ | -------- | -------------------------- | -------------- | -------------- | ------ |
| 제1회  | 7월 4일  | 가래떡 구이와 김           | 3.6%           | 3.8%           |        |
| 제2회  | 7월 4일  | 메밀전                     | 2.8%           | 3.3%           |        |
| 제3회  | 7월 11일 | 비빔, 열무, 잔치국수       | 2.8%           | 3.8%           |        |
| 제4회  | 7월 11일 | 모시조개탕                 | 1.7%           | 1.9%           |        |
| 제5회  | 7월 18일 | 햄버그 스테이크 정식       | 2.4%           | 1.5%           |        |
| 제6회  | 7월 18일 | 돼지갈비김치찜             | 2.3%           | 1.4%           |        |
| 제7회  | 7월 25일 | 삼계탕                     | 3.1%           | 3.4%           |        |
| 제8회  | 7월 25일 | 버터라이스                 | 2.6%           | 2.4%           |        |
| 제9회  | 8월 1일  | 떡갈비                     | 2.2%           | 2.2%           |        |
| 제10회 | 8월 1일  | 보리굴비                   | 1.4%           | 2.2%           |        |
| 제11회 | 8월 8일  | 양념치킨 볶음밥            | 2.6%           | 2.4%           |        |
| 제12회 | 8월 8일  | 피자두                     | 1.9%           | 2.4%           |        |
| 제13회 | 8월 15일 | 골뱅이 통조림              | 1.4%           | 2.1%           |        |
| 제14회 | 8월 15일 | 감자맛탕과 통오징어 떡볶이 | 1.3%           | 2.1%           |        |
| 제15회 | 8월 22일 | 감자옹심이 미역국          | 2.3%           | 1.9%           |        |
| 제16회 | 8월 22일 | 굴소스 마요라면            | 2.2%           | 1.9%           |        |
| 제17회 | 8월 29일 | 토르티야 반달피자          | 1.8%           | 1.8%           |        |
| 제18회 | 8월 29일 | 가자미 구이                | 1.3%           | 1.8%           |        |
| 제19회 | 9월 5일  | 장조림 돌솥비빔밥          | 2.3%           | 2.3%           |        |
| 제20회 | 9월 5일  | 가을전어 파티              | 1.9%           | 2.3%           |        |